# Josep Maria Ferran i Baqué
Josep Maria Ferran i Baqué (Cervera, La Segarra, 20 de juny de 1928 - Manresa, El Bages, 29 de març de 2014), prevere i enginyer català.
Cursà el batxillerat a Barcelona i a Madrid va estudiar i obtenir el títol d'Enginyer de Camins, Canals i Ports. A l'octubre de 1953 va ingressar al Seminari Diocesà de Solsona on va cursar estudis de Filosofia i Teologia i va ser ordenat prevere el 20 de juliol de 1958. Més tard es llicencià en Ciències Físiques a la Universitat de Barcelona.
Al llarg de la seva vida va desenvolupar diferents càrrecs eclesiàstics com els de coadjutor de Gironella i de Solsona, ecònom de Castellar de la Ribera i encarregat de Ceuró. A nivell diocesà formà part entre els anys 1983 i 1988 del Consell Episcopal durant l'episcopat del bisbe Miquel Moncadas i fou membre del Col·legi Diocesà de Consultors. Un cop jubilat, l'any 2005, va mantenir la seva presència a les parròquies de Montpol, Castellar de la Ribera i Ceuró. També era canonge de la catedral de Solsona.
Vinculat especialment a la docència, va impulsar la Formació Professional a Solsona com a director de l'escola creada pel bisbe Vicent Enrique i Tarancón, aleshores al capdavant de la diòcesi solsonina, i a on va exercir de professor i de director fins a la seva jubilació. També fou professor del Seminari Diocesà de Solsona i va ser el primer director de l'Institut de Batxillerat de Solsona, del qual també en va ser professor de matemàtiques. A la Universitat Politècnica de Barcelona va impartir classes a l'Escola d'Enginyeria de Camins durant un curs.
La seva formació com a enginyer de ponts i camins va ser clau per a l'execució de diverses obres a la comarca del Solsonès, destacant la de l'embassament de la Llosa del Cavall.
El 2003 va ser guardonat per la Fundació Francesc Ribalta del Consell Comarcal del Solsonès amb el Premi Signum.
Va morir a Manresa el 2014, on es trobava ingressat a causa d'uns problemes respiratoris. És enterrat al cementiri de Ceuró.